# Mayichi
Maite Carrillo (Pineda de Mar, 13 de novembre de 1993), més coneguda com a Mayichi, és una streamer catalana en llengua castellana. Ambaixadora d'OMENbyHP i KOI, videojugadora de Red Bull i presidenta de l'equip 1K FC de la Queens League.
A Twitch té més d'1,7 milions de seguidors, sent així de les streamers més seguides (dins del top 50 streamers de parla hispana). A YouTube té més de 490 mil subscriptors al seu canal principal.

## Biografia
Va néixer el 13 de novembre de 1993 a Pineda de Mar, també ha viscut a Terrassa.
Jugava a videojocs des de petita quan va tenir la seva primera Game Boy als 7 anys, el joc al qual més hores va jugar és el World of Warcraft i el seu joc preferit és el Final Fantasy X.
Va estudiar infermeria i ha treballat a fruiteries, fleques, rostisseries o en una botiga de maletes. Diu que un dia va somniar que feia un vídeo en YouTube, en directe i tenia un xat, sense saber de què es tractava. Li van dir que això era Twitch i des de llavors va iniciar la seva carrera en aquesta plataforma.

## Carrera

### Inicis (2015)
Va crear el seu canal de Twitch el 21 de juny de 2015 amb el nom de Mayichi, nom que ve del seu nom Maite. El seu primer directe va ser per jugar al BioShock Infinite, i no va tenir cap espectador.
Dels seus primers temps, considera a Pokimane com una de les seves referents.
En els seus inicis feia molts directes del joc de rol League of Legends, que és el joc que més hores ha retransmès ella a Twitch.
Després de 5 anys de carrera va arribar a pensar que no valia per a això i potser ho hauria de deixar, però no ho fa i l'any 2020 marca un abans i després per a la seva carrera.
El 14 d'abril de 2020 va ser presentada com una gestora de comunitats d'OMENbyHP a Espanya. Llavors ja tenia més de 50.000 seguidors en Twitch.

### Creixement (2020-2021)
El juliol de 2020 va ser participant d'Elitecraft 2 una sèrie de streamers de Minecraft creada per ElRichMC, que va durar més d'un any. Allà, Mayichi va guanyar major popularitat. Aquell any, també Twitch, va tenir un gran creixement amb els directes del joc Among Us, quan s'ajuntaven persones com Ibai, Ander, Mayichi, Goncho, Cristinini i altres creadors de contingut que compartirien Discord per a jugar amb futbolistes com Courtois, Kun Agüero o Neymar, a més de gent del món d'estil lliure com Papo, Blon, Bta i molts altres. A finals del 2020 Mayichi ja tenia 500.000 seguidors.
El gener de 2021 va ser participant d'Egoland, una de les sèries més populars de Twitch. Al febrer va participar d'Arkadia una altra sèrie impulsada per ella mateixa. Al juliol, Mayichi va arribar al milió de seguidors.

### Projectes
El juny de 2021 Mayichi s'uneix al club d'esports Movistar Riders com a creadora de contingut juntament amb Silithur, Moyorz, Gemita i més. Però, al desembre del mateix any el deixa per a unir-se al nou club d'esports KOI fundat per Ibai Plans i Gerard Piqué. Allà és creadora de contingut juntament amb Ander, Knekro, JuanSGuarnizo, NiaLakshart, Pandarina, Elisawaves, Karchez, Amph, Suzyroxx, Riobó, i Carola.
El març de 2022 es crea el projecte de Girls & Gaming una casa de streamers situada a Andorra on participen Gemita, Mayichi, Paracetamor, Zeling, Lakshart Nia, Lazypopa i Gonsabella.
Durant 2021 i 2022 Mayichi també col·labora en diversos projectes amb Amazon Prime Vídeo on fins i tot també va ser conductora del seu programa "Tenemos que hablar".
El gener de 2023 s'uneix com com a videojugadora a l'equip Red Bull.
El 24 de febrer de 2023 es presenta la Queens League (una lliga femenina de futbol 7, amb el mateix format de la Kings League que impulsa Gerard Piqué). S'anuncia que Mayichi serà la presidenta de l'equip de 1K FC (el mateix equip que presideix Iker Casillas a la Kings League).

## Premis i nominacions
| Any  | Premi            | Categoria | Resultat   | Ref    |
| ---- | ---------------- | --------- | ---------- | ------ |
| 2022 | ABOUT YOU Awards | Live      | Nominada   | [ 21 ] |
| 2022 | Woman Sport      | E-Sports  | Guanyadora | [ 22 ] |